# Queen’s Blade Rebellion
Queen’s Blade Rebellion (japanisch クイーンズブレイド リベリオン Kuīnzu Bureido Riberion) ist die Fortsetzung von Queen’s Blade einer Spielbuch-Reihe von Hobby Japan. Die Reihe wurde als Light Novel, Manga, Anime und Hörspiel adaptiert.

## Handlung
Nachdem die Siegerin des alle vier Jahre ausgetragenen Queen’s-Blade-Turniers zur Bestimmung der neuen Königin ihre Position nicht annahm, wurde die allseits respektierte Claudette zur neuen Königin gekrönt. Um dem Volk Freiheit und Gleichheit zu bringen, schaffte sie den Adel und ungerechte Steuern ab und beseitigte militärisch interne Konflikte. Nach einem Jahr steigerte sich dies jedoch in eine Terrorherrschaft und Claudette erklärte sich zur „ewigen Königin“.
Annelotte deren Familie von der König ausgelöscht wurde sammelt Gleichgesinnte um sich und startet eine Rebellion gegen die Königin um dem Land den Frieden wiederzubringen.
Hinzu kommt das die Sumpfhexe versucht den Kontinent unter ihre Gewalt zu bringen und als ersten Schritt viele Teilnehmer des Queen’s-Blade-Turniers und damit potentielle Widersacher verflucht hat.

## Charaktere

### Rebellen
Annelotte (叛乱の騎士姫 アンネロッテ, Hanran no Kishihime Annerotte, dt. „Ritterprinzessin der Rebellion Annelotte“)
Sprecher: Aya Endō
Annelotte ist die Tochter von Markgraf Kreuz (クロイツ辺境伯, Kuroitsu-henkyōhaku), wurde von diesem aber als Junge großgezogen. Zudem war sie ein Mitglied von dessen Ritterorden, der als stärkster des Kontinents galt, bevor er von den Truppen der Königin zerstört wurde. Sie besitzt ein großes Charisma und freundliches Wesen, mit der sie weitere Gefährtinnen um sich versammeln konnte, die sie alle als ihre große Schwester ansehen, und wurde zur Anführerin der Rebellenarmee. Gelegentlich kommt ihr halbdämonisches Wesen zum Vorschein, bei dem ihr helles Haar schwarz wird, ihre Augen rot, ihre silberne Rüstung golden und sie wie ein Berserker kämpft. In dieser Form wird sie „Verrückte Ritterin Annelotte“ (狂騎士バージョン) genannt wird. Sie kämpft mit einem Schwert, dass sich auch als Lanze umfunktionieren lässt.
Yuit (錬金軍師 ユイット, Renkin Gunshi Yuitto, dt. „Alchemie-Strategin Yuit“)
Sprecher: Minori Chihara
Yuit gehört zur Rasse der Little Elf (リトルエルフ, Ritoru Erufu). Sie und Annelotte kennen sich seit ihrer Kindheit, die sie „großer Bruder“ (onii-chan) nennt. Sie ist die Militärstrategin der Rebellen. Im Kampf verwendet sie den von ihrer Mutter, der großen Alchemistin Cyan, erbauten ferngesteuerten Automaten Vante.
Vante (錬金鋼人 ヴァンテ, Renkin Kōjin Vante, dt. „Alchemie-Stahlmensch Vante“)
Sprecher: Yukiko Takaguchi
Vante ist ein mit Federwerk angetriebener Automat (clockwork automaton, クロックワーク・オートマトン, kurokkuwōku ōtomaton) in Menschengröße. Sie dient als Spielkameradin und Waffe von Yuit und wird gesteuert über auf eine Art Fernbedienung mittels darauf geschriebener Runen.
Eilin (宝石姫 エイリン, Hōsekihime Eirin, dt. „Edelsteinprinzessin Eirin“)
Sprecher: Suzuko Mimori
Eilin ist eine Zwergenprinzessin vom Edelsteinberg und ihr Ziel ist es den Wohlstand ihres Stammes zu mehren. Dabei hilft ihr ihr Geschäftssinn und ihre Verhandlungsstärke, mit der sie eine der Wohlhabendsten des Kontinents wurde. Sie ist die Cousine von Ymir, die sie sehr respektiert und schließt sich den Rebellen an um Ymir zu zeigen wie stark sie geworden ist. Dabei kämpft sie mit einem Hammer ihrer Körperlänge.
Tarnyang & Sainyang (対魔師 ターニャン＆サイニャン, Taimashi Tānyan & Sainyan, dt. „Antidämonenmeister Tarnyang & Sainyang“)
Sprecher: Haruka Tomatsu & Kei Shindō
Tarnyang & Sainyang sind Zwillinge aus Shaifan, einer abgelegenen, unerforschten Region aus dem Norden des Kontinents, die dadurch eine eigentümliche Kultur entwickelte, die der chinesischen ähnelt. Die Zwillinge sind ungleich: So lässt sich Tarnyang nichts gefallen und hat einen heiteren Charakter, während Sainyang eher feige und ruhig ist, und üblicherweise beim Reden in das Ohr ihrer Schwester flüstert. Beide sind durch ein reales untrennbares Band miteinander verbunden und bilden im Kampf eine Einheit, bei der Tarnyang mit dem Schwert und Sainyang mit Magie kämpft.
Lunaluna (月影/太陽の踊り手 ルナルナ, Getsuei/Taiyō no Odorite Runaruna, dt. „Mondlicht-/Sonnen-Tänzerin Lunaluna“)
Sprecher: Harumi Sakurai
Lunaluna stammt aus einem Dschungel im Süden des Kontinents, wo sie die Ruinen bewacht. Eindringlinge begrüßt sie entweder mit einem bezaubernden Tanz oder einem Totentanz. Daneben erstrecken sich von ihren Haaren vier Tentakel, so dass sie effektiv mit sechs Händen kämpfen kann. Neben dieser kriegerischen Natur als dunkelhäutige „Mondlicht-Tänzerin“ (Getsuei no Odorite) besitzt sie noch eine zweite eines unschuldigen Mädchens. In dieser Form besitzt sie eine helle Haut und wird „Sonnen-Tänzerin“ (Taiyō no Odorite) genannt.
Im Gegensatz zu den anderen Charakteren entstand diese Figur im Rahmen eines Ideen-Aufrufs auf der Website zu Queen’s Blade Rebellion.
Izumi (戦神の侍 イズミ, Senshin no Samurai Izumi, dt. „Samurai des Kriegsgotts Izumi“)
Sprecher: Minako Kotobuki
Izumi ist ein Bauernmädchen, das sich fälschlich als Samurai ausgab und deswegen ihre Heimat Hinomoto (Japan) verlassen musste und auf den Kontinent floh. Dort traf sie auf Annelotte und folgte ihr. Sie kämpft mit einem Nodachi, kann aber auch eine Flöte verwenden, um die Kampfkraft von sich und anderen zu steigern.
Maria (幻影の戦士 マリア, Gen’ei no Senshi Maria, dt. „Phantomkriegerin Maria“)
Sprecher: Ayako Kawasumi
Maria ist eine maskierte Kriegerin, die gegen die Königin kämpft. Wegen eines Fluchs muss sie mindestens 16 Stunden am Tag schlafen und schläft häufig auch mitten während Aktionen ein.

### Neutral
Branwen (囚われの竜戦士 ブランウェン, Toware no Ryūsenshi Buranwen, dt. „Gefangene Drachenkriegerin Branwen“)
Sprecher: Kikuko Inoue
Branwen stammt von Drachen ab, wobei solche Personen als äußerst edel gelten und verehrt werden. Um das Leben ihres Drachen zu schützen, ist sie gezwungen als Sklavin des Goblins Dogura als Gladiatorin in der Arena der Sumpfhexe zu kämpfen. Sie ist mit einem alten Schild und einem rostigen Schwert ausgerüstet sowie einer schweren Eisenkugel an ihren Beinen.
Laila (神罰の執行者 ライラ, Shinbatsu no Shikkōsha Raira, dt. „Vollstreckerin der Strafe Gottes Laila“)
Sprecher: Satomi Satō
Laila ist ein Halbengel und arbeitet als Lehrling unter dem Engel Nanael, die sie auf die Erde schickte, um als „Vollstreckerin der Strafe Gottes“ das Chaos zu beseitigen.

### Königin
Claudette (雷雲の女王 クローデット, Raiun no Joō Kurōdetto, dt. „Gewitterwolkenkönigin Claudette“)
Sprecher: Atsuko Tanaka
Claudette ist eine tyrannische Königin, deren Herrschaft erst gerecht begann, wobei sie mit der Zeit immer grausamer wurde. Dies liegt am „Fluch der Verstärkung“ (増幅の呪い, zōfuku no noroi) der Sumpfhexe, der auch ihre Ansicht Recht und Ordnung zu respektieren übermäßig verstärkte.
Ymir (鋼鉄参謀 ユーミル, Kōtetsu no Sanbō Yūmiru, dt. „Stahlstab(schef) Ymir“)
Sprecher: Ayaka Saitō
Ymir ist eine Zwergenprinzessin, die, nachdem Claudette ihre Waffe zerbrach, aufgrund ihrer Tradition, in deren Dienste trat. Dort zeigte sie großes strategisches Talent, so dass sie zur Stabschefin aufstieg. Sie nutzte ihr zudem Wissen um die Alchemie um die Armee der König aufzurüsten. Im Gegensatz zur vorigen Serie, hat sich ihr Charakter so sehr ändert – so ist sie weniger weinerlich und hat scheinbar ihre Phobie vor Schlangen überwunden –, dass sie wie eine andere Person auf alte Bekannte wirkt. Sie kämpft mit zwei Streitäxten.
Elina (牙を統べる者 エリナ, Kiba o Suberu Erina, dt. „Kiba kontrollierende Elina“)
Sprecher: Kaori Mizuhashi
Elina ist die Halbschwester von Königin Claudette und Anführerin der Geheimpolizei (牙の暗殺団, Kiba no Ansatsudan, etwa: „Attentatstrupp ‚Fangzahn‘“). Sie hat einen sadistischen und grausamen Charakter, weswegen sie gefürchteter als die Königin ist. Zudem hat sie nur anderen gegenüber nur Verachtung übrig, ausgenommen ihrer Familie, wobei sie besonders ihre Schwester Reina (obsessiv) liebt. Obwohl diese vermisst ist, so dass sie im Gegensatz zur vorigen Serie Queen’s Blade eher nur noch schlechter gelaunter ist, macht sie sich zur Verwunderung ihrer Umgebung nicht zur Suche auf. Elina kämpft mit einem Kurzspeer mit Peitschen-Funktionalität.
Mirim (超振動戦乙女 ミリム, Chōshindō Ikusa Otome Mirimu, dt. „Supervibrations-Walküre Mirim“)
Sprecher: Aki Toyosaki
Mirim ist ein einfaches Mädchen vom Lande mit einem eher furchtsamen Charakter, der keiner Fliege was zu Leide tun könnte. Auf der Suche nach Arbeit um ihre arme Familie zu unterstützen, wird sie zum Forschungssubjekt von Ymir. Diese stattet sie mit einer „Supervibrationsrüstung“, die sie fast unbesiegbar macht, und einem „Supervibrationschwert“, das eher eine Kettensäge ähnelt, aus.
Sigui (異端審問官 シギィ, Itanshinmonkan Shigi, dt. „Inquisitorin Sigui“)
Sprecher: Yū Kobayashi
Sigui ist eine Inquisitorin der Kirche, deren Aufgabe es ist Teufelsanbeter, Heiden, aber auch lasterhafte Gläubige dem Flammentod zu übergeben. Da sie dies sehr ernst nimmt, unflexibel ist und zur vorschnellen Bewertung Anderer neigt, gilt sie als grausam, hat aber ansonsten einen tugendhaften Charakter. Sie kämpft mit ihrer „Hammerhellebarde der Heiligen Flamme“ (聖炎の槌鉾) und ihrem „Göttlichen Kettenschwert“ (神鎖剣) gegen die Rebellen, da sie diese für einen Hort der Ketzerei hält, vor allem wegen des Dämonenblutes Annelottes. Daneben verwendet sich auch eine Divine Power (神聖力, divain pawā) genannte Magie, die sie mit „heiligen Posen“ (聖なるポーズ, seinaru pōzu) – für Außenstehende obszöne Posen – auslöst.
Aldra (召喚士 アルドラ, Shōkanshi Arudora, dt. „Beschwörerin Aldra“)
Sprecher: Ayana Taketatsu
Die Halbdämonin Aldra war die frühere Königin, die vom Dämon Delmore besessen war, der ihr übermenschliche Stärke schenkte, aber auch ihr Wachstum stoppte. Nach ihrer Niederlage und dessen Austreibung kehrte sie in ihre erwachsene Form zurück, verlor aber ihr Gedächtnis, bis auf die Tatsache, dass sie auf der Suche nach ihrer Schwester ist. In Rebellion ist sie eine frisch verheiratete liebende Ehefrau, was auch dadurch symbolisiert wird, dass ihre Kleidung im Wesentlichen nur eine Schürze (hadaka apron) und ein Spitzenslip ist. Um ihren Mann zu beschützen, entschloss sie sich zum Kampf, wobei sie dafür ein Paddel von ihrer Arbeit als Gondolier benutzt, aber auch zwei Dämonen aus der Unterwelt beschworen hat: Belphe (ベルフェ, Berufe) und Dogor (ドゴール, Dogōru). Diese planen jedoch bei sich bietender Gelegenheit Aldra zu verspeisen.

### Sumpfhexe
Werbellia (沼地の魔女 ウェルベリア, Numachi no Majo Weruberia, dt. „Sumpfhexe Werbellia“)
Sprecher: Junko Minagawa
Die Sumpfhexe erschien vor 100 Jahren und versucht den gesamten Kontinent zur Ödnis zu machen. Sie ist wohlbewandt in der Nekromantie, Beschwörung und in Flüchen. So verfluchte sie für ihr Ziel viele Teilnehmer des letzten Queen’s-Blade-Turniers, da diese die stärksten Kriegerinnen waren. Ihre Kraft hängt jedoch von ihrem Wirt ab, mit der sie in der Tochter des Teufels, Werbellia, den passenden gefunden hat, um ihr volles Potential auszuspielen. Sie ist zudem die Mutter von Annelotte und Aldra.
Captain Liliana (大海賊 キャプテン・リリアナ, Daikaizoku Kyaputen Ririana, dt. „Große Piratenkapitänin Liliana“)
Sprecher: Shizuka Itō
Liliana war eine gefürchtete Piratenkapitänin, die jedoch durch ein Seeungeheuer ihr nasses Grab fand. Sie wurde von der Sumpfhexe wiederbelebt und kontrolliert ein Geisterschiff samt Skelettcrew, mit der sie wieder plündert. Sie folgt dabei „Piraten-Ästhetik“ (海賊の美学, kaizoku no bigaku) genannten Regeln, die von ihrer Großmutter der Piratenkönigin Artemis verfasst wurden, die einerseits vorsehen, dass der Zweck jedes Mittel heiligt, dabei aber stets höflich und elegant zu sein, wobei Liliana einen Schwachpunkt für ältere Frauen hat. Sie kämpft mit einem Rapier und einer Armbrust.
Melona (千変の謀略者 メローナ, Senpen no Bōryakusha Merōna, dt. „Listige der tausend Wandlungen Melona“)
Sprecher: Rie Kugimiya
Melona ist eine Formwandlerin in den Diensten der Sumpfhexe. Sie gibt sich als Ymir aus.

## Veröffentlichung

### Spielbücher
Queen’s Blade Rebellion ist eine Erweiterung der Spielbücher von Queen’s Blade um neue Figuren bzw. Remakes von zwei bestehenden Figuren. Mittels der Spielbücher erfolgt ein Rollenspiel zwischen zwei Spielern, bei der jeder ein Buch nimmt. Jedes Buch stellt eine oder mehrere Figuren dar und enthält ein character sheet mit den möglichen Aktionen und Angriffen, was beim Spieler verbleibt, während der Gegenspieler das Buch bekommt, in dem die Effekte der einzelnen Aktionen aufgeführt sind. Daneben enthält das Buch die Hintergrundgeschichte und Illustrationen zur jeweiligen Figur. Dieses Spielsystem wurde wiederum von Flying Buffalos Spielbuchreihe Lost Worlds lizenziert und ist kompatibel mit dieser. Sofern die Regeln von Queen’s Blade verwendet werden, können daher Figuren von Queen’s Blade (Rebellion) gegen jene von Lost Worlds gespielt werden.
Zu Queen’s Blade Rebellion erschienen 12 Spielbücher bei Hobby Japan. Ein weiteres wurde im Juni 2012 zur Sumpfhexe Werbellia angekündigt, illustriert von Matsuryū.
| #  | Titel                                                                   | VÖ-Datum      | ISBN                                                      | Illustrator                   |
| -- | ----------------------------------------------------------------------- | ------------- | --------------------------------------------------------- | ----------------------------- |
| 01 | Hanran no Kishihime Annelotte 叛乱の騎士姫 アンネロッテ                 | 29. Nov. 2008 | ISBN 978-4-89425-792-4.                                   | Eiwa (えぃわ)                 |
| 02 | Chōshindō Ikusa Otome Mirim 超振動戦乙女 ミリム                         | 18. Apr. 2009 | ISBN 978-4-89425-856-3.                                   | Hagane Tsurugi (蔓木 鋼音)    |
| 03 | Renkin no Kiseki Yuit & Vante 錬金の奇跡 ユイット＆ヴァンテ             | 29. Aug. 2009 | ISBN 978-4-89425-895-2 ISBN 978-4-89425-896-9 (limitiert) | Keito Koume (小梅 けいと)     |
| 04 | Taimashi Tarnyang to Sainyang 対魔師 ターニャンとサイニャン             | 26. Sep. 2009 | ISBN 978-4-89425-937-9.                                   | Tomokazu Nakano (中野 友和)   |
| 05 | Itanshinmonkan Sigui 異端審問官 シギィ                                  | 28. Nov. 2009 | ISBN 978-4-89425-951-5.                                   | Odanon (織田non)              |
| 06 | Getsuei no Odorite Lunaluna 月影の踊り手 ルナルナ                       | 16. Jan. 2010 | ISBN 978-4-89425-977-5.                                   | F.S                           |
| 07 | Hōsekihime Eilin to Kōtetsu Sanbō Ymir 宝石姫エイリンと鋼鉄参謀ユーミル | 30. Apr. 2010 | ISBN 978-4-7986-0037-6.                                   | Yuki Hiiro (緋色 雪)          |
| 08 | Shōkanshi Aldra 召喚士 アルドラ                                         | 31. Juli 2010 | ISBN 978-4-7986-0051-2 ISBN 978-4-7986-0039-0 (limitiert) | Kantaka (かんたか)            |
| 09 | Daikaizoku Captain Liliana 大海賊 キャプテン・リリアナ                  | 10. Feb. 2011 | ISBN 978-4-7986-0177-9.                                   | Haruyuki Morisawa (森沢 晴行) |
| 10 | Toware no Ryūsenshi Branwen 囚われの竜戦士 ブランウェン                 | 10. Feb. 2011 | ISBN 978-4-7986-0176-2.                                   | Odanon (織田non)              |
| 11 | Shinbatsu no Shikkōsha Laila 神罰の執行者 ライラ                        | 29. Juli 2011 | ISBN 978-4-7986-0258-5.                                   | Hirotaka Akaga (赤賀 博隆)    |
| 12 | Senshin no Samurai Izumi 戦神の侍 イズミ                                | 16. Dez. 2011 | ISBN 978-4-7986-0330-8.                                   | Yōsai Kūchū (空中 幼彩)       |

Die angegebenen Illustratoren waren zudem jeweils auch die Character Designer der Figuren, mit Ausnahme von Ymir, die aus der vorherigen Reihe stammt und von Natsuki Mibu designt wurde. Den limitierten Bänden, war jeweils eine entsprechende Figur beigelegt.

### Illust[rated] StorysundVisual Books
Auf Hobby Japans Website Toretate! Hobby Channel (とれたて！ほびーちゃんねる, Toretate! Hobīchanneru) wurden drei Bände von als Illust Story bezeichneten illustrierte Geschichten mit je 10 Kapiteln veröffentlicht. Diese wurden anschließend in drei Visual Book genannten Buchbänden zusammengefasst, die jene um weitere Kapitel ergänzten. Diese Geschichten bilden die kanonische Handlung der Reihe.
Die erste erschien vom 5. November 2008 bis zum 18. März 2009. Der Sammel-Buchband namens Queen’s Blade Rebellion: Bitōshi Senki (クイーンズブレイド　リベリオン 美闘士戦記; ISBN 978-4-89425-936-2) erschien am 26. September 2009 und enthielt zusätzlich zwei Zusatzkapitel und ein Hörspiel.
Die Fortsetzung „Queen’s Blade Rebellion“ Illust Story – Gekidō-hen (『クイーンズブレイドリベリオン』イラストストーリー～激動編～, „~ – Aufruhr“) von Autor Tomohiro Matsu lief vom 3. Dezember 2009 bis 8. April 2010. Der Sammelband Queen’s Blade Rebellion: Bitōshi Senki: Gekidō-hen (クイーンズブレイド リベリオン 美闘士戦記　激動編) erschien am 5. Oktober 2010 in einer normalen ISBN 978-4-7986-0095-6 und einer limitierten Fassung ISBN 978-4-7986-0096-3, jeweils ebenfalls mit vier zusätzlichen Kapiteln und einem Hörspiel. Die limitierte Fassung enthält zusätzlich noch eine Figur im Maßstab 1:8 von Sainyang.
Die letzte Geschichte „Queen’s Blade Rebellion“ Illust Story – Kessen-hen (『クイーンズブレイドリベリオン』イラストストーリー～決戦編～, „~ – Entscheidungsschlacht“) mit Age Okita (沖田 栄次, Okita Eiji) als Autor erschien auf der Website vom 8. Dezember 2011 bis 27. April 2012. Der Sammelband Queen’s Blade Rebellion: Bitōshi Senki: Kessen-hen (クイーンズブレイド リベリオン 美闘士戦記　決戦編) folgte am 28. Juli 2012 in einer normalen ISBN 978-4-7986-0406-0 und einer limitierten Fassung ISBN 978-4-7986-0407-7 wiederum mit zusätzlichen Kapiteln, Hörspiel und die limitierte Fassung mit einer Figur von Branwen. Diese Zusatzkapitel bilden den Abschluss der Handlung.

## Adaptionen

### Light Novel
Hobby Japan ließ die Spielbuchreihe auch als Light Novel (illustrierter Roman) adaptieren. Dieser wurde von Ukyō Kodachi geschrieben, der zuvor schon Macross Frontier als Light-Novel-Zyklus umsetzte, aber auch ein Pen-&-Paper-Rollenspiel- und Replay-Autor ist. Die Illustrationen wurden von Sambasō beigesteuert. Der erste und bisher einzige Band Queen’s Blade Rebellion 1: Kedakaki Chikai (クイーンズブレイド リベリオン1 気高き誓い, Kuīnzu Bureido Riberion 1: Kedakaki Chikai, „~: Der edle Eid“) erschien am 30. Juni 2009, ISBN 978-4-89425-887-7.

### Manga
Zu Queen’s Blade Rebellion entstanden zwei Manga-Reihen.
Der erste Queen’s Blade Rebellion: Seiran no Kishihime (クイーンズブレイド リベリオン青嵐の騎士姫, Kuīnzu Bureido Riberion: Seiran no Kishihime) startete am 26. Oktober 2011 in Ausgabe 12/2011 von Kadokawa Shotens Manga-Magazin Comp Ace. Die Zeichnungen stammen von Iku Nanzaki, der zuvor auch für den Queen’s-Blade-Manga Hide & Seek engagiert worden war. Bisher (Stand: August 2012) wurden die Kapitel in einem Sammelband (Tankōbon) zusammengefasst, der am 22. März 2012 erschien.
Die zweite Queen’s Blade Rebellion: Zero (クイーンズブレイド リベリオン:ZERO, Kuīnzu Bureido Riberion: Zero) erscheint seit dem 2. Dezember 2011 mit dem Start von Hobby Japans Web-Manga-Magazin Comic Dangan. Die Zeichnungen stammen von Riri Sagara. Auch bei diesem erschien bisher ein Sammelband, der am 2. April 2012 veröffentlicht wurde.

### Anime

#### OVA
Die Artbooks Queen’s Blade Premium Visual Book (クイーンズブレイド プレミアムビジュアルブック, Kuīnzu Bureido: Puremiamu Bijuaru Bukku) und Queen’s Blade Rebellion Premium Visual Book (クイーンズブレイド リベリオン プレミアムビジュアルブック, Kuīnzu Bureido Riberion: Puremiamu Bijuaru Bukku) enthielten jeweils eine zweiteilige „Original Video Animation“-Reihe.
Die wurden von Studio Arms unter der Regie von Yōsei Morino animiert. Zumindest für die erste OVA wurde der Character Designer Rin-Sin und der Komponist Masaru Yokoyama von den Queen’s-Blade-Animes übernommen. Die Synchronsprecher waren identisch mit denen der Hörspiele.
Die erste OVA Queen’s Blade: Aratanaru Shitei, Aratanaru Tatakai (クイーンズブレイド 新たなる師弟、新たなる闘い, dt. „~ : Ein neuer Lehrer und Schüler, ein neuer Kampf“) erschien am 29. Oktober 2011 gehört zwar nominell zu Queen’s Blade bildet jedoch den Prolog von Queen’s Blade Rebellion. Diese handelt von der Zerstörung von Annelottes Heimat durch die Truppen der Königin und ihrer Ausbildung bei der letzten überlebenden Waldelfin ihres Dorfes Alleyne und deren Verfluchung durch die Sumpfhexe. Daneben befindet sich auf der DVD eine Bonusfolge namens Alleyne Kyōkan no Nama Shigoki Boot Camp (アレイン教官の生しごきブートキャンプ, Arein Kyōkan Nama Shigoki Būto Kyanpu, dt. „Lehrerin Alleynes raues, hartes Trainings-Boot-Camp“), die Alleyne bei ihrem Training zeigt.
Die zweite OVA Queen’s Blade Rebellion: Seijo no Hanmon – Shinkō no Tobira wa, Mata Hiraku (クイーンズブレイド リベリオン 聖女の煩悶 〜信仰の扉は、また開く〜, dt. „~: Die Seelenqualen der Heiligen Frau – Die Tür zum Glauben öffnet sich wieder“) erschien am 28. Januar 2012 und handelt von der Begegnung von Ymir und Sigui kurz bevor diese ihre jeweiligen Posten antreten. Die Bonusfolge Sigui no Seinaru Pose Shippori Lesson (シギィの聖なるポーズしっぽりレッスン, Shigi no Seinaru Pōzu Shippori Ressun, dt. „Siguis leidenschaftliche Heilige-Posen-Lektionen“) handelt wiederum von Siguis Trainingsmethoden.
Für 2013 ist eine weitere zweiteilige OVA-Reihe als Beilage zu einem Premium Visual Book geplant, wobei als Handlungsgrundlage das Artbook Vanquished Queens dient.

#### Fernsehserie
Die Produktion einer Umsetzung als Anime-Serie wurde am 22. Oktober 2011 bekanntgegeben. Hierfür wurde das Studio und der Stab der OVAs übernommen. Neben Rin-Sin kamen als Character Designer noch Takayuki Noguchi und Yukiko Ishibashi hinzu, wobei erste beide zusätzlich für die künstlerische Leitung verantwortlich waren.
Die Handlung unterscheidet sich dabei deutlich von der von Hobby Japan in den Illust Storys und Visual Books veröffentlichten.
Die Erstausstrahlung der 12 Folgen erfolgte vom 3. April bis zum 19. Juni 2012 auf AT-X, sowie kurz nach Mitternacht (und damit am vorigen Fernsehtag) ab 12. April auf Chiba TV und Sun TV und ab 13. April auf Tokyo MX und per Satellit auf BS11. Ab dem 27. Juni 2012 erfolgte die Veröffentlichung auf DVD und Blu-Ray, wobei bis zum 28. November 2012 sechs Stück geplant sind. Auf jeder soll zusätzlich ein vierminütiges Extra enthalten sein, wie schon bei den beiden Anime-Serien zu Queen’s Blade zuvor.
Eine englische Fassung Queen’s Blade Rebellion wurde ab 11. April 2012 auf Crunchyroll gestreamt für die Regionen USA, Kanada, dem Vereinigten Königreich, Irland, Südafrika, Australien und Neuseeland. Zudem wurde sie von Sentai Filmworks lizenziert, die üblicherweise DVD- bzw. Blu-Ray-Veröffentlichungen vornehmen.
Als Vorspanntitel wurde das Lied Inochi no Uta ga Kikoeru (命のうたが聞こえる, „Das Lied des Lebens hören“) verwendet, das von der Rocksängerin Naomi Tamura getextet und gesungen wurde, wobei die Melodie von yamazo stammt. Im Abspann kam future is serious zum Einsatz, getextet von Norway, komponiert von Yow-Row und gesungen von Aika Kobayashi. Beide Singles erschienen am 25. April 2012.

### Artbooks
Hobby Japan veröffentlichte am 31. August 2011 ein Artbook namens Vanquished Queens (ヴァンキッシュド・クイーンズ, Vankisshudo Kuīnzu) in einer normalen ISBN 978-4-7986-0223-3 und einer limitierten Fassung ISBN 978-4-7986-0221-9. Dieses Artbook enthält Illustrationen von den einzelnen Charakteren im Augenblick ihrer totalen Niederlage, d. h. in entwürdigenden Posen. Der limitierten Fassung ist zusätzlich eine Revoltech-Figur im Maßstab 1:12 von Annelotte beigelegt. Ein zweiter Band erschien am 30. November 2012 geplant, wobei der limitierten Fassung eine Revoltech-Figur von Branwen beilag, und ein dritter Band am 30. September 2014. Zu den Artbooks erschienen bisher (Stand: Dezember 2014) auch 4 OVA-Folgen.
Am 28. Januar 2012 erschien das Artbook Queen’s Blade Rebellion Premium Visual Book.
Kein Artbook im eigentlich Sinne, jedoch verwandt damit ist das Mook (Kofferwort aus magazine und book) Master of Queen’s Blade Excellent!! Vol. 2 (MASTER OF クイーンズブレイド EXCELLENT!! VOL.2, ISBN 978-4-7986-0373-5) vom 31. März 2012. Dieses enthält Photographien von Figuren zum Queen’s-Blade-Franchise, hauptsächlich alle Neuerscheinungen dazu vom Hersteller Megahouse seit dem ersten Band vom 13. Februar 2009. Die vorgestellten Figuren sind dabei größtenteils zu Queen’s Blade Rebellion.